# Liberty Building (Búfalo)
El Liberty Building está ubicado en 420 Main Street, al otro lado del Tren Ligero de Búfalo desde la Plaza Lafayette en la ciudad Búfalo, en el estado de Nueva York (Estados Unidos). Con 105 metros de altura, es el quinto edificio más alto de Búfalo.

## Historia
Construida en 1925, la torre de oficinas de 23 pisos es un ejemplo de arquitectura neoclásica. En el momento de su finalización, el Liberty Building era el edificio de oficinas más grande del centro de Búfalo y fue construido para que Liberty National Bank sirviera como su sede. Liberty National Bank originalmente se llamaba German American Bank, pero su nombre se cambió a Liberty National Bank después de la Primera Guerra Mundial para eliminar cualquier conexión con el principal enemigo de esa guerra. 
Para ilustrar la nueva imagen del banco, el edificio fue bautizado con tres réplicas de la Estatua de la Libertad esculpida por Leo Lentelli en 1925. Dos estatuas en el techo, una hacia el oeste y la otra hacia el este, representan la ubicación estratégica de Búfalo en el Grandes Lagos. Se colocó una tercera estatua sobre la entrada de Main Street. Hoy solo quedan las estatuas de la azotea. Miden 36 pies de alto y están iluminados por la noche.
Una adición al edificio, diseñada por Lyman & Associates, se completó en 1961.
El 23 de septiembre de 2010, el equilibrista francés Didier Pasquette completó una exitosa caminata de 45 metros a través de un cable suspendido entre las dos estatuas en lo alto del edificio. Completó la caminata en dos minutos y 59 segundos.
El edificio es propiedad de Main Place Liberty Group, que también es propietario de Main Place Tower.

## Galería

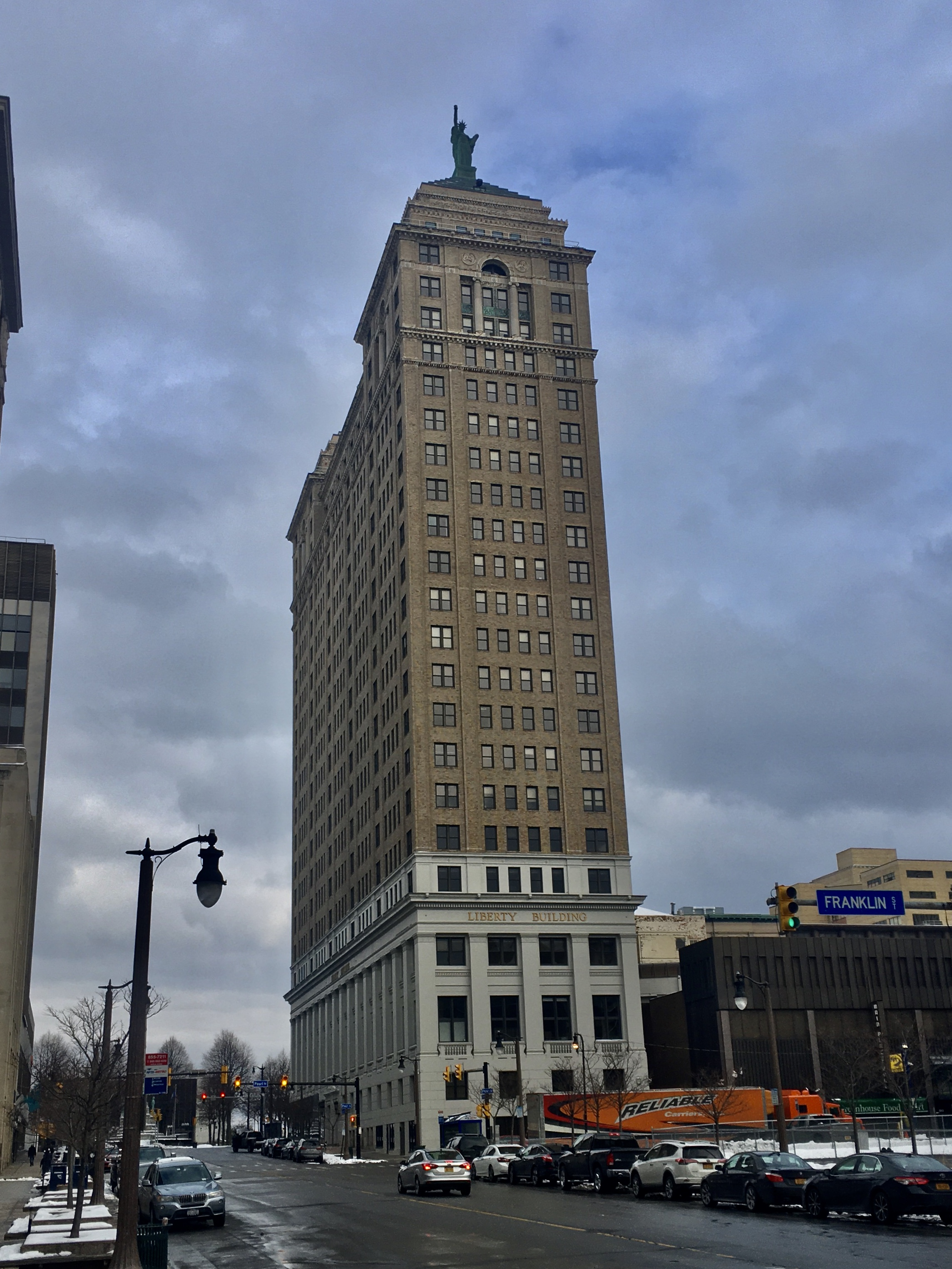
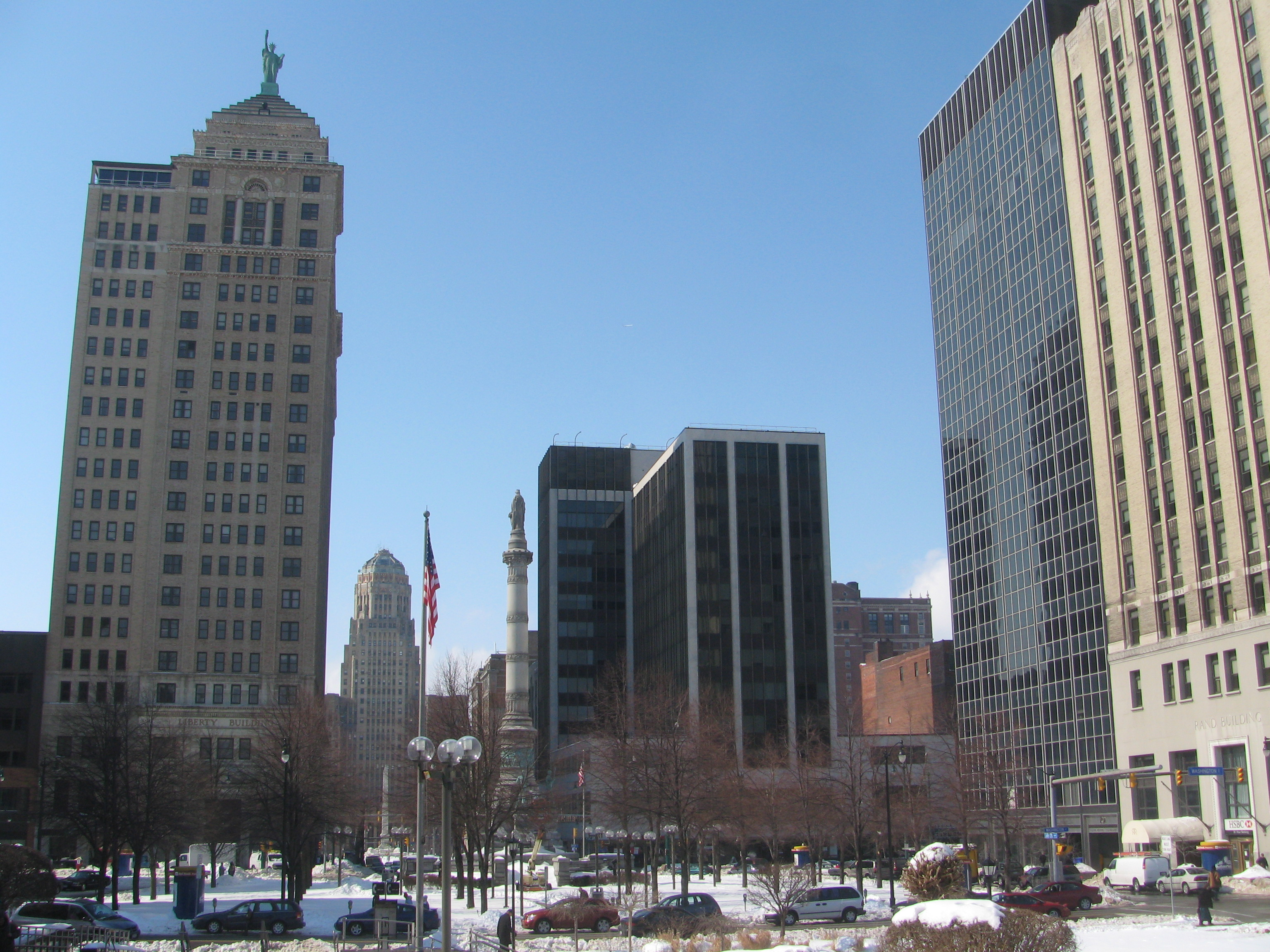
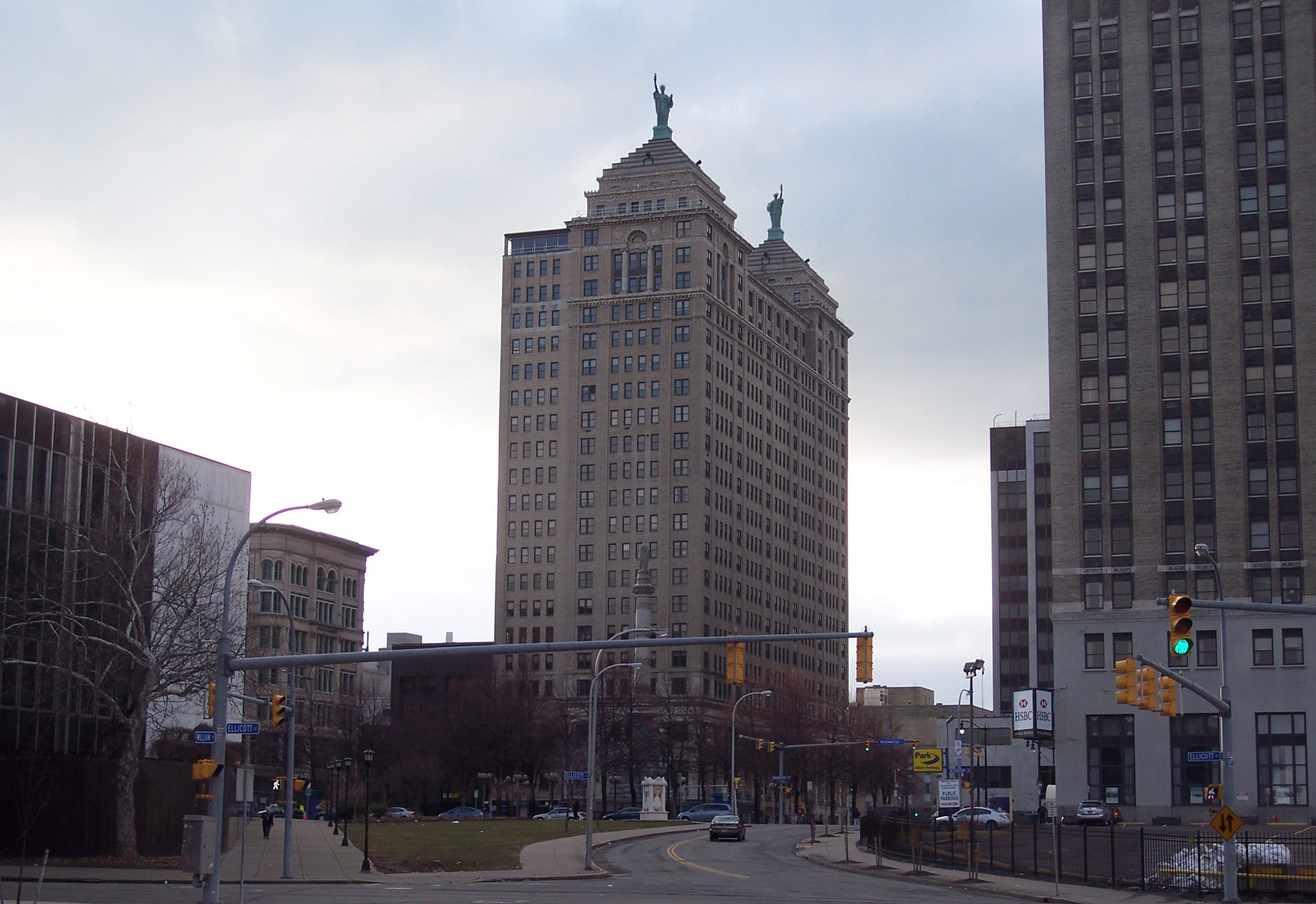